# Cyclodorippidae
Die Cyclodorippidae sind eine Familie der Krabben (Brachyura) innerhalb der Überfamilie Cyclodorippoidea. Sie umfasst 51 Arten in 10 Gattungen. Die Vertreter sind freilebende Tiefseebewohner.

## Merkmale
Der Rückenpanzer (Carapax) ist rundlich bis annähernd fünfeckig, die vorn-seitlichen Ränder sind von den hinteren-seitlichen abgesetzt. Eine Linea brachyura und Augenhöhlen sind vorhanden. Die Augenstiele stehen rechtwinklig zur Achse des Rückenpanzers. Der Mundraum ist dreieckig, seine distalen Kanten oft leistenartig erhöht und von der Maxillipede 3 vollständig bedeckt. Der Palpus entspringt von der inneren Oberfläche des Merus und ist bei äußerer Betrachtung nicht sichtbar. Die Exopode ist breit, reicht bis hinter das distale Ende des Ischium und ist immer ohne Flagellum. Basis und Ischium der Beinpaare (Pereiopoden) sind nicht verschmolzen und beweglich. Die ersten beiden Schreitbeine (P2 und P3) sind lang und dünn. Die beiden hinteren Schreitbeine (P4 und P5) sind stark zurückgebildet, liegen rückenseitig und haben spezialisierte Endstrukturen.
Das thorakale Sternum ist relativ breit, die Nähte zwischen 4. und 5. und 5. und 6. Segment sind zur Mitte hin unterbrochen. Bei Männchen sind die Segmente S7–8 gegenüber den vorderen scharf nach oben gebogen, entsprechend der rückenseitigen Lage der beiden hinteren Schreitbeine. Bei Weibchen sind S6–8 rückenseitig gebogen. Die relativ kurze Körperhöhle (Sternopleonalhöhle) ist tief und erstreckt sich nur über die Segmente S6–8. Eindellungen zwischen Sternum und Coxa fehlen. Bei Männchen sind die pleonalen Somiten 1, 2 und zum Teil 3 von oben sichtbar. Uropoden fehlen ganz. Die Öffnung der Spermathek der Weibchen liegt auf Höhe der Geschlechtsöffnung, manchmal etwas davor.

## Systematik
Die Familie wird in zwei Unterfamilien gegliedert:
- Cyclodorippinae Ortmann, 1892
- Xeinostomatinae Tavares, 1992.